# Torpille Mark 43
La torpille Mark 43 de 10 pouces était la première et la plus petite des torpilles anti-sous-marines légères de l’United States Navy. Cette torpille à propulsion électrique de 10 pouces (25 cm) de diamètre mesurait 92 pouces (2,3 m) de long et pesait 265 livres (120 kg). Décrite comme « un missile guidé submersible », la torpille a été conçue pour un lancement aérien ou de surface. La configuration Mod 0 a été conçue pour le lancement à partir d’hélicoptères ou d’aéronefs à voilure fixe, et la configuration Mod 1 était réservée aux hélicoptères. Les deux étaient à propulsion électrique et pouvaient plonger à une grande profondeur, mais avaient une portée relativement courte. Elles ont été déclassées comme obsolètes dans les années 1960.
La Royal Navy acheta cinquante exemplaires de la torpille Mark 43 au détriment du développement d’une version améliorée de leur torpille Mark 30 de 18 pouces « Dealer B ».